# ماغدالينا أندرسون
ماغدالينا أندرسون (بالسويدية: Magdalena Andersson) (و. 1967 – م) سياسية واقتصادية سويدية شغلت منصب زعيمة المعارضة منذ أكتوبر 2022 وزعيمة حزب العمال الديمقراطي الاشتراكي السويدي منذ 2021. عملت عضوًا في الريكسداغ (البرلمان السويدي) ضمن مقاطعة ستوكهولم منذ 2014. شغلت سابقًا منصب رئيسة وزراء السويد من نوفمبر 2021 حتى أكتوبر 2022، ووزيرة المالية من عام 2014 حتى عام 2021 ورئيسة اللجنة النقدية والمالية الدولية من 2020 حتى 2022.
انضمت أندرسون إلى رابطة الشباب الديمقراطي الاجتماعي السويدية في 1983. في عام 1992، حصلت على درجة الماجستير في الاقتصاد من مدرسة ستوكهولم. عملت مستشارةً ومديرةً للتخطيط في إدارة جوران بيرسون ومستشارةً لمنى سالين. بعد الانتخابات العامة السويدية لعام 2014، انتُخبت أندرسون لعضوية البرلمان السويدي وأصبحت وزيرةً للمالية في إدارة ستيفان لوفن. عندما أعلن لوفن عن خططه للتنحي في أغسطس 2021، اعتبرت المرشحة الرئيسية لخلافته. بعد فترة وجيزة، انتُخبت زعيمةً لحزب العمال الديمقراطي الاشتراكي.
انتُخبت أندرسون رئيسة الوزراء في السويد من قبل الريكسداغ في 29 نوفمبر 2021. كانت قد انتُخبت لهذا المنصب في 24 نوفمبر 2021، لكنها استقالت بعد إعلان شريكها في الائتلاف، حزب الخضر، أنه سيترك الحكومة ردًا على خسارة التصويت على الميزانية السنوية في الريكسداغ أمام المعارضة المحافظة. تولت أندرسون بعد ذلك منصب رئيسة الوزراء في 30 نوفمبر 2021 باعتبارها أول امرأة تستلم هذا المنصب.
بعد أن خسر ائتلافها أغلبيته في الانتخابات العامة السويدية عام 2022، أعلنت أندرسون عزمها على الاستقالة من منصب رئيسة الوزراء. خلفها أولف كريستيرسون في 18 أكتوبر من نفس العام.

## بدايات حياتها وتعليمها
أندرسون هي الطفلة الوحيد لغوران أندرسون (1934-2002)، وهو محاضر في الإحصاء في جامعة أوبسالا، والمعلمة بيرغيتا أندرسون (اسمها قبل الزواج غرونيل، من مواليد 1939). كانت أندرسون سبّاحةً من النخبة في شبابها.
في سنوات دراستها الابتدائية، التحقت بمدرسة مالماسكولان في نوربي وهي جزء من مدينة أوبسالا. خلال سنوات دراستها الثانوية، درست أندرسون العلوم الاجتماعية في مدرسة الكاتدرائية في أوبسالا. تخرجت عام 1987 بأعلى الدرجات في كل المواد ما عدا مادة واحدة.
بعد تخرجها من المدرسة الثانوية، انتقلت أندرسون إلى ستوكهولم للدراسة في مدرسة ستوكهولم للاقتصاد، حيث تخرجت عام 1992 بدرجة الماجستير في الاقتصاد. بدأت دراستها للدكتوراه في الاقتصاد في مدرسة ستوكهولم بين عامي 1992 و1995، لكنها توقفت قبل إكمال الدرجة. ضمن دراسات الدكتوراه، درست في الخارج في معهد الدراسات المتقدمة في فيينا خلال خريف عام 1994 وفي جامعة هارفارد خلال ربيع عام 1995.
انضمت أندرسون إلى رابطة الشباب الديمقراطي الاجتماعي السويدية في 1983 خلال سنتها الأولى في المدرسة الثانوية. وفي عام 1987، انتُخبت رئيسة لفرع الرابطة في أوبسالا.

## حياتها المهنية

### مستشارة وموظفة حكومية
بعد الانتهاء من دراستها في الاقتصاد، عملت أندرسون في روزنباد مستشارةً سياسيةً لرئيس الوزراء آنذاك جوران بيرسون من 1996 حتى 1998، وعملت لاحقًا مديرةً للتخطيط من عام 1998 حتى 2004. بعد ذلك، أمضت بعض الوقت في الوظيفة الحكومية، إذ عملت أمينة دولة في وزارة المالية من عام 2004 حتى 2006، قبل أن تتركها لتصبح مستشارة سياسية مرة أخرى، وهذه المرة لزعيمة المعارضة منى سهلين من 2007 حتى 2009. تركت هذا المنصب عندما رشحتها الحكومة لمنصب المديرة العامة لمصلحة الضرائب السويدية، المنصب الذي شغلته حتى عام 2012. استقالت عندما تم اعتمادها مرشحةً لحزب العمال الديمقراطي الاشتراكي السويدي قبل الانتخابات العامة السويدية 2014.

### وزيرة المالية
بعد فوز الديمقراطيين الاشتراكيين في الانتخابات العامة لعام 2014 والتي انتُخبت فيها أندرسون عضوًا في الريكسداغ، تعينت وزيرةً للمالية من قبل رئيس الوزراء الجديد ستيفان لوفن في حكومته. نتيجةً للمفاوضات الائتلافية، بينما كانت أندرسون مسؤولةً بشكل عام عن وزارة المالية، مُنح بير بولوند مسؤولية الإشراف على الأسواق المالية وحماية المستهلك بعتباره وزيرًا للأسواق المالية. أعيد تعيين أندرسون وزيرةً للمالية من قبل لوفن بعد الانتخابات العامة السويدية لعام 2018.
في عام 2020، اختار أعضاء اللجنة النقدية والمالية الدولية، أي اللجنة الاستشارية الرئيسية للسياسات التابعة لمجلس محافظي صندوق النقد الدولي، أندرسون للعمل رئيسةً اللجنة النقدية والمالية الدولية لمدة ثلاث سنوات. أصبحت أول أوروبية تتولى هذا المنصب بعد أكثر من عقد من الزمان، وأول امرأة تتولى هذا المنصب.
في أغسطس 2021، أعلن لوفن أنه سيستقيل من منصب زعيم الحزب في مؤتمر الحزب في نوفمبر 2021. سرعان ما اعتبر الكثيرون أندرسون المرشحة الأكثر احتمالًا لخلافته، وفي 29 سبتمبر 2021، أعلنت لجنة الترشيح في الحزب أن أندرسون اختيرت زعيمةً مكلفةً قبل المؤتمر؛ وفي حالة قبول الريكسداغ التعيين، ستصبح أندرسون زعيمةً للسويد وأول رئيسة وزراء فيها.

### زعيمة حزب العمال الديمقراطي الاشتراكي
انتُخبت أندرسون زعيمةً لحزب العمال الديمقراطي الاشتراكي السويدي في 4 نوفمبر 2021، لتصبح ثاني زعيمة للحزب بعد منى سالين.
في 10 نوفمبر 2021، استقال رئيس الوزراء آنذاك ستيفان لوفن رسميًا من منصبه. ضمن عملية تشكيل الحكومة السويدية 2021، أجرى رئيس الريكسداغ محادثات مع جميع قادة الحزب في 11 نوفمبر، وبعد فترة وجيزة، كلف أندرسون بتشكيل الحكومة، ومنحها أسبوعًا واحدًا. في 23 نوفمبر، أُعلن أن أندرسون قد توصلت إلى اتفاق مع حزب اليسار لدعمها في التصويت المقبل لرئاسة الوزراء. مع موافقة حزب الوسط سابقًا على دعمها، حصلت أندرسون على دعم العدد المطلوب من النواب لتصبح رئيسة وزراء السويد القادمة.

## رئيسة وزراء السويد (2021–2022)
في 24 نوفمبر 2021، انتُخبت أندرسون رئيسةً لوزراء السويد من قبل الريكسداغ. في وقت انتخابها، كانت ستتولى منصبها رسميًا في 26 نوفمبر. رغم أنها لم تحصل على أغلبية الأصوات الإيجابية، لم تحصل على الكثير من الأصوات السلبية أيضًا بسبب امتناع الأغلبية عن التصويت. نظرًا لأن الأغلبية لم تكن معارضةً لترشيح أندرسون، كان هذا كافيًا لانتخابها رئيسةً للوزراء بموجب مبادئ البرلمانية السلبية في السويد.
بعد ساعات قليلة من انتخاب أندرسون، رُفضت ميزانيتها في الريكسداغ. وتم تمرير ميزانية المعارضة بدلًا من ذلك. بما أن ميزانية المعارضة صيغت بدعمٍ من الحزب الشعبوي اليميني، ديمقراطيو السويد، انسحب حزب الخضر من الائتلاف بدلًا من الالتزام بالحكم بموجبه، ما دفع أندرسون إلى الاستقالة قبل توليها المنصب. استند ذلك إلى الاتفاقية الدستورية التي تقضي بضرورة استقالة رئيس الوزراء إذا ترك أحد الأحزاب الائتلاف الحاكم. أبلغت رئيس البرلمان، أندرياس نورلين، بأنها مهتمة بقيادة حكومة الحزب الواحد.
في 29 نوفمبر، انتُخبت أندرسون رئيسةً للوزراء مرة أخرى بفارق ضئيل (صوتين). كان ذلك متوقعًا بعد أن أبدت جميع الأحزاب التي دعمتها في التصويت الأول (حزب الوسط وحزب الخضر وحزب اليسار) استعدادها لدعمها عندما أجرى الريكسداغ تصويتًا آخر. في 30 نوفمبر، تولت أندرسون وإدارتها مهامهما رسميًا عندما التقيا في المجلس مع الملك كارل السادس عشر غوستاف الذي أعلن عن ذلك. تُعتبر أندرسون أول رئيسة وزراء في السويد، وأول رئيسة حكومة في البلاد منذ تنازل أولريكا إليونورا ملكة السويد عن العرش في 1720. في خطابها الأول زعيمةً للحزب، قالت أندرسون إن المهاجرين إلى السويد يتوجب عليهم تعلم اللغة السويدية والعمل والتخرج من المدرسة الثانوية إذا كانوا يرغبون في الحصول على الخدمات الاجتماعية. أضافت أنه يجب على الرجال المهاجرين السماح لقريباتهم بالعمل. في عام 2017، كونها وزيرة للمالية، قالت إنها تأسف لقرار الحكومة منح اللجوء لمئة وستين ألف شخص خلال أزمة المهاجرين إلى أوروبا في 2015، لأنها تعتقد أنه لا يوجد ما يكفي من أماكن السكن وفرص العمل لإدماجهم.